# Merkur Scorpio
Merkur Scorpio — среднеразмерный автомобиль, который выпускался подразделением Lincoln-Mercury компании Ford с 1987 по 1989 год под брендом Merkur. Расположенный над Merkur XR4Ti в модельном ряду, Scorpio служил флагманом Merkur. Избранные дилеры Lincoln-Mercury, импортированные из Ford of Europe, продавали Scorpio в США и Канаде.
Аналогом стал Ford Scorpio Mk I (в Великобритании Ford Granada Mk III). В 1989 году, 20 октября, бренд Merkur был ликвидирован, а импорт Scorpio был прекращён.
Сборка Merkur Scorpio была организована в Кёльне. Всего было импортировано 22010 экземпляров.

## Описание
Хотя Merkur Scorpio выпускался в кузове пятидверный хетчбэк, внешне он был похож на Mercury Sable. В отличие от Mercury Sable первого поколения (1986—1991), длина Scorpio была укорочена на 4,5 дюйма, что на 2 дюйма короче Ford Taurus, ширина была сужена на 1,3 дюйма, а колёсная база была удлинена на 2,7 дюйма. Merkur Scorpio и Mercury Sable имели почти одинаковую высоту. Отличия заключаются в откидывающихся задних сиденьях и рулевой колонке с телескопическим наклоном. Вместимость 5 человек.

## Технические характеристики
Merkur Scorpio был оснащён антиблокировочной тормозной системой и дисковыми тормозами на всех колёсах. В движение автомобиль приводился 2,9-литровым двигателем Cologne V6 мощностью 144 л. с., который сочетался в паре с пятиступенчатой механической или же автоматической четырёхступенчатой трансмиссией.

## Галерея

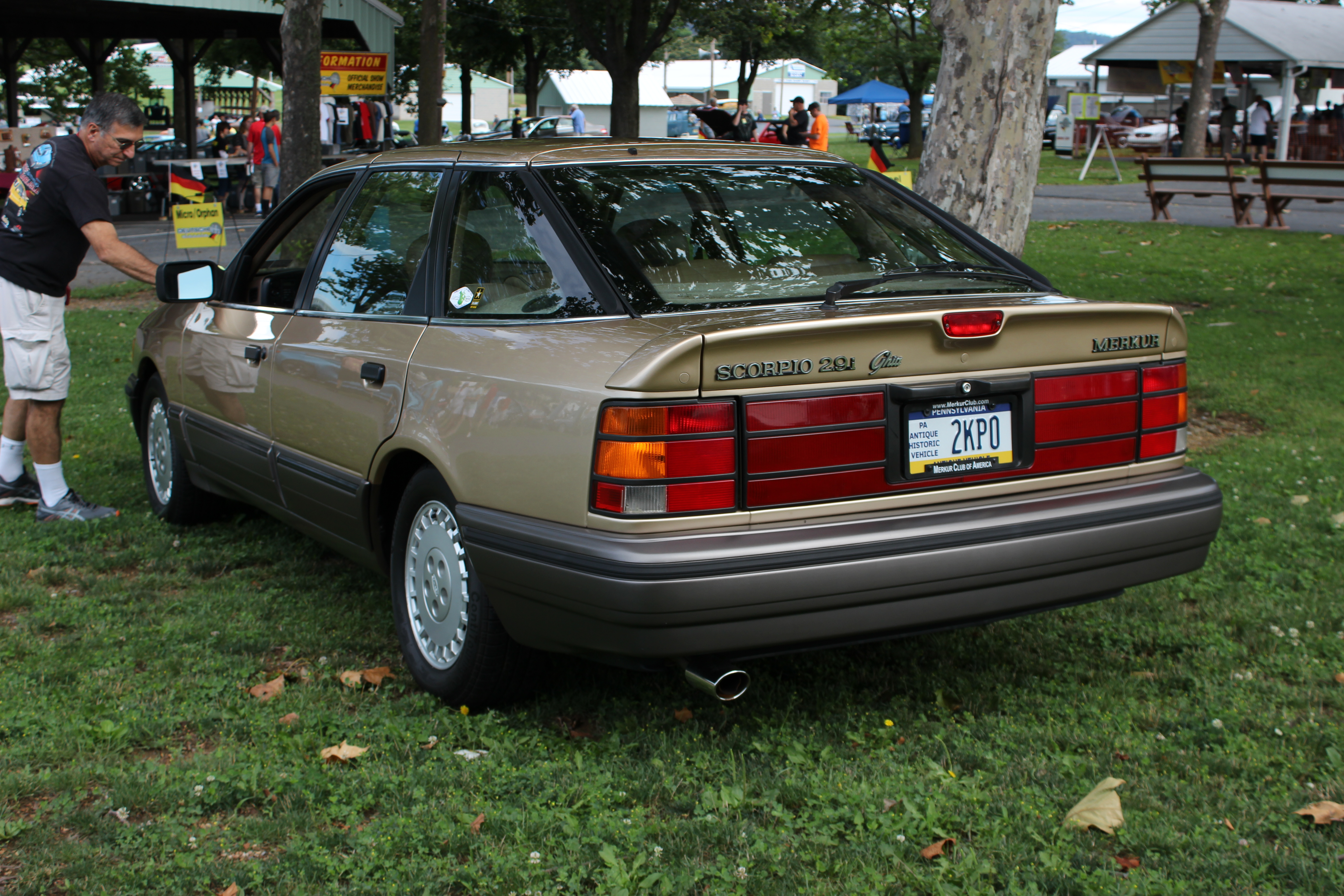
Merkur Scorpio Ghia
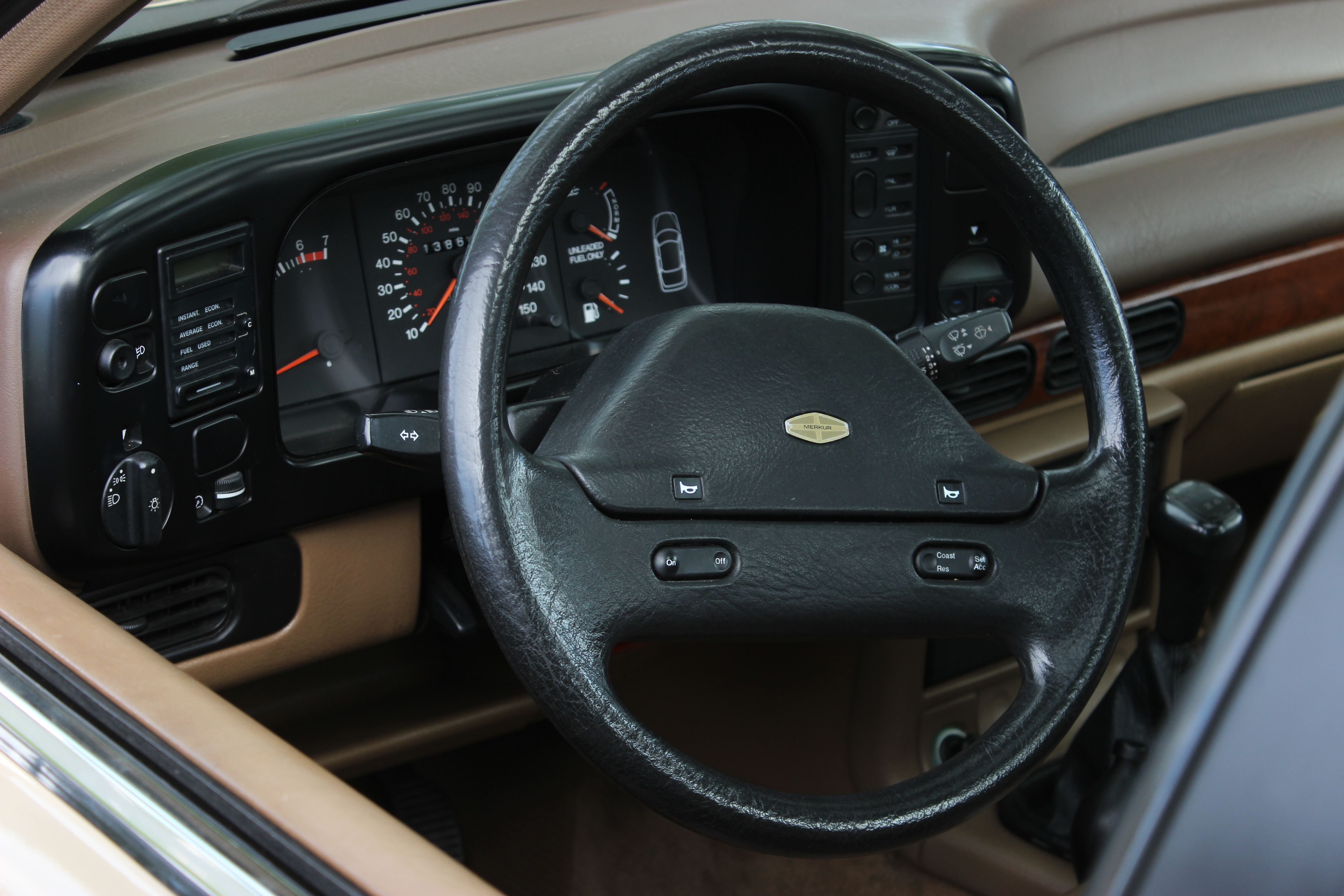
Приборная панель
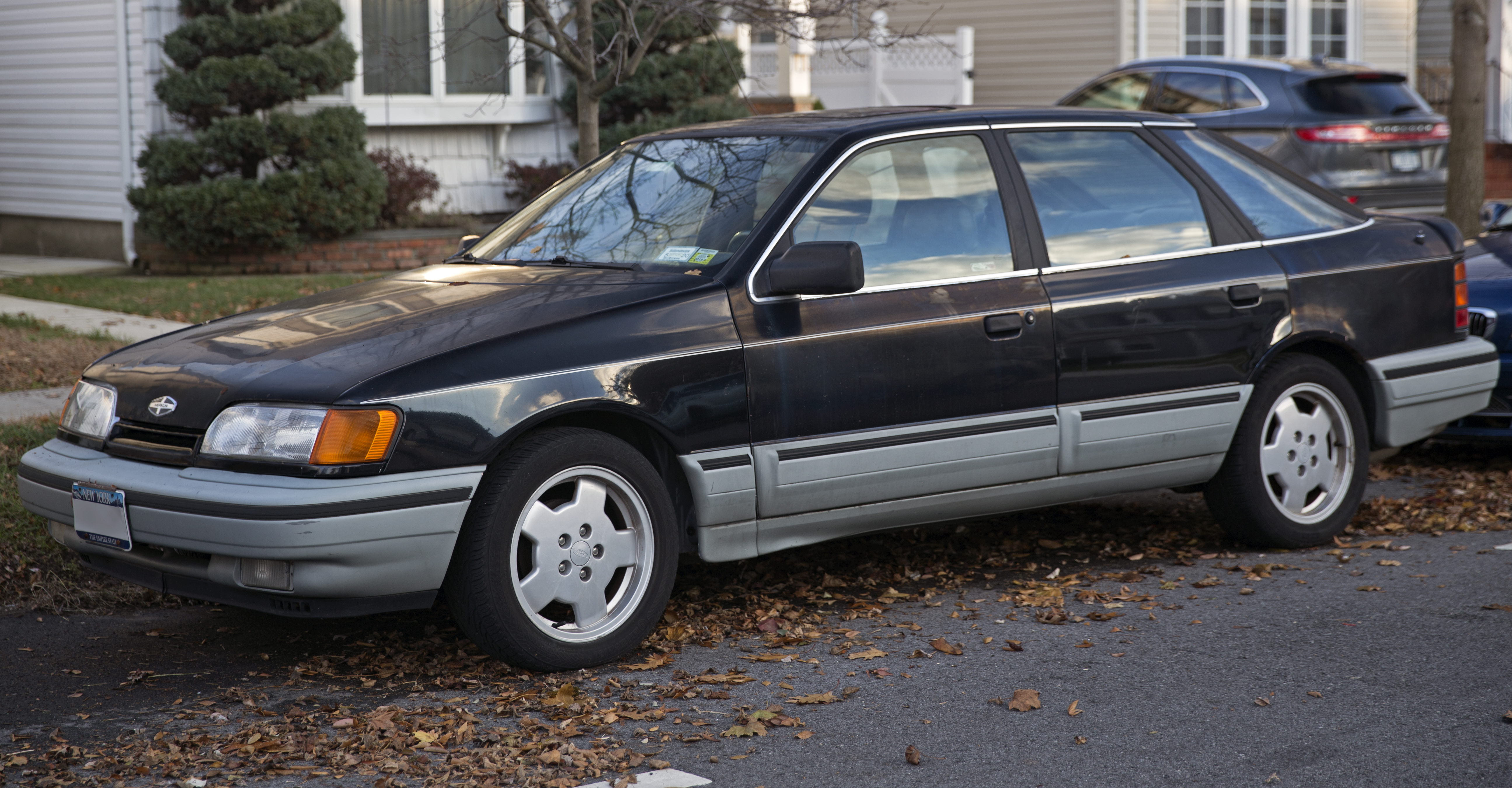
1989 Merkur Scorpio (колёса от Ford Scorpio)
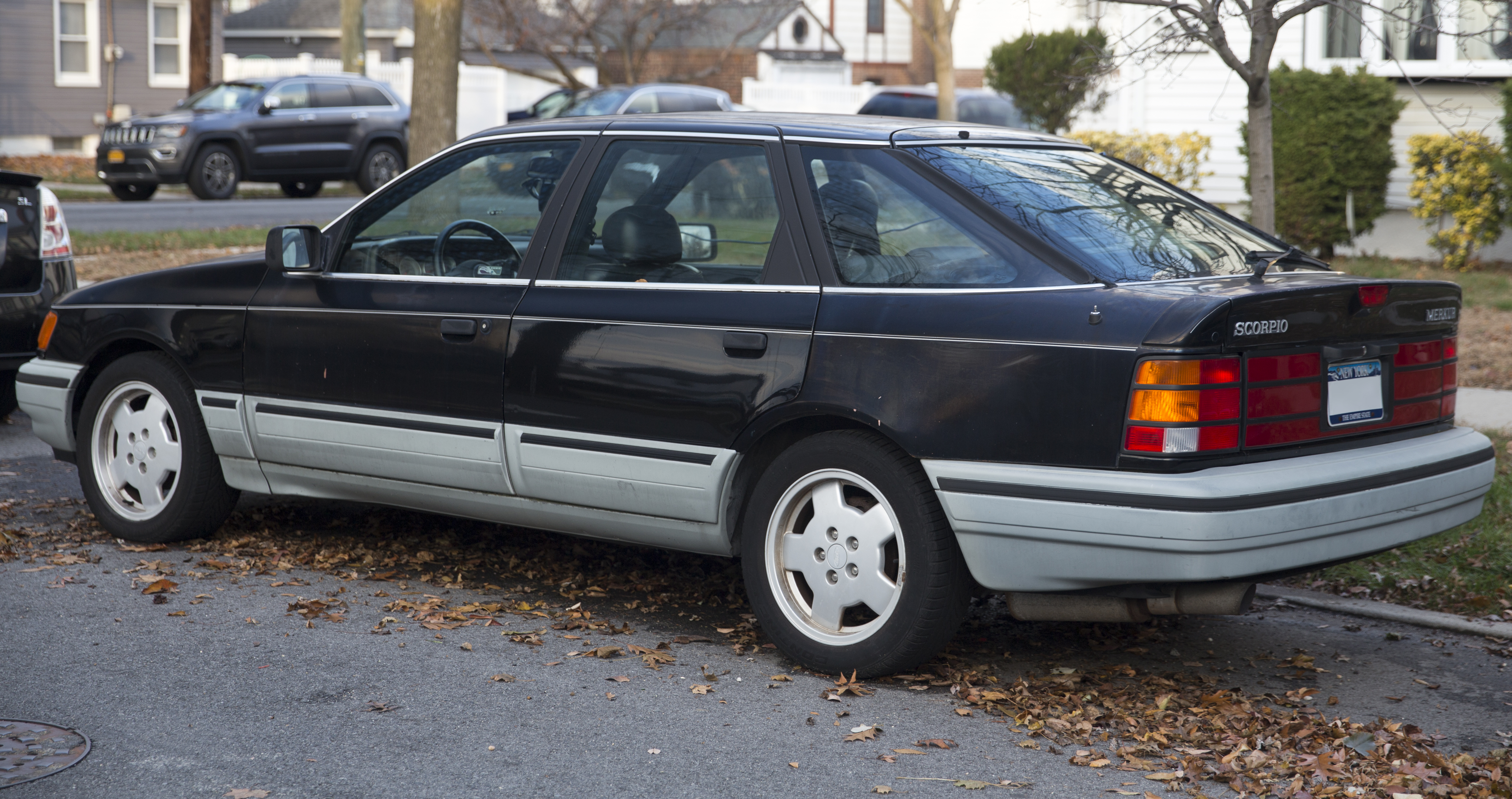
Вид сзади

## Продажи
| Год       | США   |
| --------- | ----- |
| 1987      | 5,178 |
| 1988      | 9,516 |
| 1989/1990 | 7,316 |